# 塞巴斯蒂安·福斯-索勒沃格
塞巴斯蒂安·福斯-索勒沃格（挪威語：Sebastian Foss-Solevåg，1991年7月13日—）生于奥勒松，是一名挪威男子高山滑雪运动员。他在两岁时便开始接触滑雪，当时他的两个姐姐已经在参与滑雪运动，而他家人的其中两个朋友都是高山滑雪国家队成员。2012年，他在芬兰莱维完成了个人的世界杯分站赛首秀。